# 莫瓦·舍
莫瓦·舍（瑞典語：Moa Sjöö，1997年5月30日—），瑞典女子羽毛球運動員。

## 生平
2018年10月，莫瓦·舍出戰保加利亞羽毛球國際賽，與蒂尔达·舍合作贏得女子雙打比賽冠軍。

## 主要比賽成績
只列出曾進入準決賽的國際賽事成績：
| 年份   | 賽事                   | 公開賽級別 | 項目     | 拍檔            | 成績   |
| ------ | ---------------------- | ---------- | -------- | --------------- | ------ |
| 2016年 | 芬蘭羽毛球國際賽       | 國際系列賽 | 混合雙打 | Tim Foo         | 準決賽 |
| 2017年 | 挪威羽毛球國際賽       | 國際系列賽 | 女子雙打 | 蒂尔达·舍       | 準決賽 |
| 2018年 | 冰島羽毛球國際賽       | 國際系列賽 | 女子雙打 | Klara Johansson | 準決賽 |
| 2018年 | 保加利亞羽毛球國際賽   | 未來系列賽 | 女子雙打 | 蒂尔达·舍       | 冠軍   |
| 2018年 | 威爾斯羽毛球國際賽     | 國際系列賽 | 混合雙打 | 馬克斯·弗林     | 亞軍   |
| 2019年 | 斯洛文尼亞羽毛球國際賽 | 國際系列賽 | 女子雙打 | 克拉拉·尼斯塔特 | 準決賽 |
| 2019年 | 西班牙羽毛球國際賽     | 國際挑戰賽 | 女子雙打 | 克拉拉·尼斯塔特 | 準決賽 |
| 2019年 | 匈牙利羽毛球國際賽     | 國際挑戰賽 | 女子雙打 | 克拉拉·尼斯塔特 | 準決賽 |
| 2019年 | 愛爾蘭羽毛球公開賽     | 國際挑戰賽 | 女子雙打 | 克拉拉·尼斯塔特 | 準決賽 |
| 2019年 | 蘇格蘭羽毛球公開賽     | 國際挑戰賽 | 女子雙打 | 克拉拉·尼斯塔特 | 準決賽 |
| 2020年 | 瑞典羽毛球公開賽       | 國際系列賽 | 女子雙打 | 克拉拉·尼斯塔特 | 準決賽 |
| 2021年 | 意大利羽毛球國際賽     | 國際系列賽 | 女子雙打 | 蒂尔达·舍       | 準決賽 |
| 2022年 | 挪威羽毛球國際賽       | 國際系列賽 | 女子雙打 | 蒂尔达·舍       | 準決賽 |
| 2023年 | 愛沙尼亞羽毛球國際賽   | 國際系列賽 | 女子雙打 | 蒂尔达·舍       | 亞軍   |
| 2023年 | 波蘭羽毛球公開賽       | 國際挑戰賽 | 女子雙打 | 蒂尔达·舍       | 準決賽 |
| 2023年 | 瑞典羽毛球公開賽       | 國際系列賽 | 女子雙打 | 蒂尔达·舍       | 準決賽 |
| 2024年 | 愛沙尼亞羽毛球國際賽   | 國際系列賽 | 女子雙打 | 蒂尔达·舍       | 準決賽 |
| 2024年 | 瑞典羽毛球公開賽       | 國際系列賽 | 女子雙打 | 蒂尔达·舍       | 冠軍   |
| 2024年 | 阿塞拜疆羽毛球國際賽   | 國際挑戰賽 | 女子雙打 | 蒂爾達·舍       | 準決賽 |
| 2024年 | 波蘭羽毛球公開賽       | 國際挑戰賽 | 女子雙打 | 蒂爾達·舍       | 準決賽 |
| 2025年 | 瑞典羽毛球公開賽       | 國際系列賽 | 女子雙打 | 蒂爾達·舍       | 亞軍   |
| 2025年 | 波蘭羽毛球公開賽       | 國際挑戰賽 | 女子雙打 | 蒂爾達·舍       | 準決賽 |
| 2025年 | 聖但尼羽毛球公開賽     | 國際挑戰賽 | 女子雙打 | 蒂爾達·舍       | 冠軍   |

| 2007-2017年 | 首要超級賽 | 超級賽 | 黃金大獎賽 | 大獎賽 | 國際挑戰賽 | 國際系列賽 | 未來系列賽 | 其他 |

| 2018-2026年 | 總決賽 | 超級1000賽 | 超級750賽 | 超級500賽 | 超級300賽 | 超級100賽 | 國際挑戰賽 | 國際系列賽 | 未來系列賽 | 其他 |

### 奧運會和世錦賽參賽紀錄
|          | 搭檔      | 2023 |
| -------- | --------- | ---- |
| 女子雙打 | 蒂尔达·舍 | 64強 |